# Веллсбург (Західна Вірджинія)
Веллсбург (англ. Wellsburg) — місто (англ. city) в США, в окрузі Брук штату Західна Вірджинія. Населення — 2450 осіб (2020).

## Географія
Веллсбург розташований за координатами 40°16′51″ пн. ш. 80°36′38″ зх. д. / 40.28083° пн. ш. 80.61056° зх. д. (40.280882, -80.610647).  За даними Бюро перепису населення США в 2010 році місто мало площу 3,47 км², з яких 2,54 км² — суходіл та 0,93 км² — водойми.

## Демографія
Згідно з переписом 2010 року, у місті мешкало 2805 осіб у 1312 домогосподарствах у складі 767 родин. Густота населення становила 809 осіб/км².  Було 1463 помешкання (422/км²).
Расовий склад населення:
| - 96,3 % — білих - 1,9 % — чорних або афроамериканців - 0,2 % — азіатів - 0,1 % — корінних американців |

До двох чи більше рас належало 1,1 %. Частка іспаномовних становила 1,2 % від усіх жителів.
За віковим діапазоном населення розподілялося таким чином: 17,6 % — особи молодші 18 років, 59,7 % — особи у віці 18—64 років, 22,7 % — особи у віці 65 років та старші. Медіана віку мешканця становила 48,3 року. На 100 осіб жіночої статі у місті припадало 88,6 чоловіків;  на 100 жінок у віці від 18 років та старших — 87,5 чоловіків також старших 18 років.
Середній дохід на одне домашнє господарство  становив 47 445 доларів США (медіана — 31 288), а середній дохід на одну сім'ю — 72 510 доларів (медіана — 61 023). Медіана доходів становила 38 917 доларів для чоловіків та 26 908 доларів для жінок. За межею бідності перебувало 15,6 % осіб, у тому числі 14,3 % дітей у віці до 18 років та 8,5 % осіб у віці 65 років та старших.
Цивільне працевлаштоване населення становило 1110 осіб. Основні галузі зайнятості: освіта, охорона здоров'я та соціальна допомога — 27,7 %, роздрібна торгівля — 14,5 %, науковці, спеціалісти, менеджери — 12,5 %.